# Жонатан Біабіані
Жонатан Біабіані (фр. Jonathan Biabiany, нар. 28 квітня 1988, Париж) — французький футболіст, півзахисник, нападник іспанського клубу «Сан-Фернандо».
Виступав, зокрема, за клуб «Парма», а також молодіжну збірну Франції.
Володар Суперкубка Італії з футболу.

## Клубна кар'єра
Народився 28 квітня 1988 року в місті Париж.
У дорослому футболі дебютував 2006 року виступами за команду «Інтернаціонале», в якій провів один сезон. 
Згодом з 2007 по 2011 рік грав у складі команд «К'єво», «Модена», «Парма», «Інтернаціонале» та «Сампдорія». Протягом цих років виборов титул володаря Суперкубка Італії з футболу.
Своєю грою за останню команду знову привернув увагу представників тренерського штабу клубу «Парма», до складу якого повернувся 2011 року. Цього разу відіграв за пармську команду наступні чотири сезони своєї ігрової кар'єри. Більшість часу, проведеного у складі «Парми», був основним гравцем команди.
Протягом 2015—2020 років захищав кольори клубів «Інтернаціонале», «Спарта» (Прага), «Парма» та «Трапані».
До складу клубу «Сан-Фернандо» приєднався 2020 року. Станом на 13 червня 2022 року відіграв за клуб із Сан-Фернандо 88 матчів в національному чемпіонаті.

## Виступи за збірну
Протягом 2009–2010 років залучався до складу молодіжної збірної Франції. На молодіжному рівні зіграв у 7 офіційних матчах, забив 2 голи.

## Статистика виступів

### Статистика клубних виступів
| Сезон                      | Команда                    | Чемпіонат                  | Чемпіонат | Чемпіонат | Національний кубок | Національний кубок | Національний кубок | Континентальні кубки | Континентальні кубки | Континентальні кубки | Інші змагання | Інші змагання | Інші змагання | Усього | Усього |
| Сезон                      | Команда                    | Ліга                       | Ігор      | Голів     | Ліга               | Ігор               | Голів              | Ліга                 | Ігор                 | Голів                | Ліга          | Ігор          | Голів         | Ігор   | Голів  |
| -------------------------- | -------------------------- | -------------------------- | --------- | --------- | ------------------ | ------------------ | ------------------ | -------------------- | -------------------- | -------------------- | ------------- | ------------- | ------------- | ------ | ------ |
| 2006–07                    | «Інтернаціонале»           | A                          | 0         | 0         | КІ                 | 1                  | 0                  | ЛЧ                   | -                    | -                    | СІ            | -             | -             | 1      | 0      |
| 2007-січ. 2008             | «К'єво»                    | B                          | 0         | 0         | КІ                 | 0                  | 0                  | -                    | -                    | -                    | -             | -             | -             | 0      | 0      |
| січ.-черв. 2008            | «Модена»                   | B                          | 15        | 1         | КІ                 | -                  | -                  | -                    | -                    | -                    | -             | -             | -             | 15     | 1      |
| 2008–09                    | «Модена»                   | B                          | 38        | 8         | КІ                 | 2                  | 0                  | -                    | -                    | -                    | -             | -             | -             | 40     | 8      |
| Усього за «Модена»         | Усього за «Модена»         | Усього за «Модена»         | 53        | 9         |                    | 2                  | 0                  |                      |                      |                      |               |               |               | 55     | 9      |
| 2009–10                    | «Парма»                    | A                          | 29        | 6         | КІ                 | 1                  | 0                  | -                    | -                    | -                    | -             | -             | -             | 30     | 6      |
| 2010-січ. 2011             | «Інтернаціонале»           | A                          | 14        | 0         | КІ                 | 1                  | 0                  | ЛЧ                   | 5                    | 0                    | СІ+СУ+КЧС     | 0+0+1         | 0+0+1         | 21     | 1      |
| січ.-черв. 2011            | «Сампдорія»                | A                          | 16        | 1         | КІ                 | 0                  | 0                  | ЛЧ+ЛЄ                | -                    | -                    | -             | -             | -             | 16     | 1      |
| 2011–12                    | «Парма»                    | A                          | 38        | 6         | КІ                 | 0                  | 0                  | -                    | -                    | -                    | -             | -             | -             | 38     | 6      |
| 2012–13                    | «Парма»                    | A                          | 33        | 2         | КІ                 | 1                  | 0                  | -                    | -                    | -                    | -             | -             | -             | 34     | 2      |
| 2013–14                    | «Парма»                    | A                          | 36        | 6         | КІ                 | 2                  | 1                  | -                    | -                    | -                    | -             | -             | -             | 38     | 7      |
| 2014-квіт. 2015            | «Парма»                    | A                          | 1         | 0         | КІ                 | 0                  | 0                  | -                    | -                    | -                    | -             | -             | -             | 1      | 0      |
| 2015–16                    | «Інтернаціонале»           | A                          | 20        | 1         | КІ                 | 4                  | 0                  | -                    | -                    | -                    | -             | -             | -             | 24     | 1      |
| 2016–17                    | «Інтернаціонале»           | A                          | 1         | 0         | КІ                 | 0                  | 0                  | ЛЄ                   | 3                    | 0                    | -             | -             | -             | 4      | 0      |
| Усього за «Інтернаціонале» | Усього за «Інтернаціонале» | Усього за «Інтернаціонале» | 35        | 1         |                    | 6                  | 0                  |                      | 8                    | 0                    |               | 1             | 1             | 50     | 2      |
| 2017–18                    | «Спарта» (Прага)           | ЧЧ                         | 15        | 0         | КЧ                 | 1                  | 0                  | ЛЄ                   | -                    | -                    | -             | -             | -             | 16     | 0      |
| 2018–19                    | «Парма»                    | A                          | 13        | 0         | КІ                 | 1                  | 0                  | -                    | -                    | -                    | -             | -             | -             | 14     | 0      |
| Усього за «Парма»          | Усього за «Парма»          | Усього за «Парма»          | 149       | 20        |                    | 4                  | 1                  |                      | 0                    | 0                    |               | 0             | 0             | 153    | 21     |
| лист. 2019–20              | «Трапані»                  | B                          | 12        | 0         | КІ                 | 0                  | 0                  | -                    | -                    | -                    | -             | -             | -             | 12     | 0      |
| 2020–21                    | «Сан-Фернандо»             | СДБ                        | 11        | 4         | КІ                 | 0                  | 0                  | -                    | -                    | -                    | -             | -             | -             | 11     | 4      |
| 2021–22                    | «Сан-Фернандо»             | СДБ                        | 33        | 7         | КІ                 | 1                  | 0                  | -                    | -                    | -                    | -             | -             | -             | 34     | 7      |
| 2022–23                    | «Сан-Фернандо»             | СДБ                        | 15        | 0         | КІ                 | 0                  | 0                  | -                    | -                    | -                    | -             | -             | -             | 15     | 0      |
| Усього за «Сан-Фернандо»   | Усього за «Сан-Фернандо»   | Усього за «Сан-Фернандо»   | 59        | 11        |                    | 1                  | 0                  |                      | 0                    | 0                    |               | 0             | 0             | 60     | 11     |
| Усього за кар'єру          | Усього за кар'єру          | Усього за кар'єру          | 340       | 42        |                    | 14                 | 1                  |                      | 8                    | 0                    |               | 1             | 1             | 363    | 44     |

## Титули і досягнення
- Володар Суперкубка Італії з футболу (1):

«Інтернаціонале»: 2010